# Jurij Levičnik
Jurij Levičnik, slovenski častnik in gospodarstvenik, * 2. marec 1925, Kumbor, Črna gora, † 24. december 1989, Ljubljana. 
Rodil se je v družini častnika Karla Levičnika. Kot dijak novomeške gimnazije je sodeloval z narodnoosvobodilno borbo; aprila 1942 je vstopil v Gorjanski bataljon, bil brigadni sekretar Skoja, politični komisar čete in bataljona ter pozneje baze 
Narodnoosvobodilne vojske in partizanskih odredov Jugoslavije v italijanskem Bariju. Po osvoboditvi je končal
Višjo vojaško akademijo JLA in na njej tudi predaval. Leta 1954 je postal direktor Agroservisa v Novem mestu. Agroservis je leta 1955 preoblikoval v podjetje Motomontaža, v katerem so izdelovali poljedelsko orodje, popravljali stroje in avtomobile ter po kooperacijski pogodbi  z nemškim podjetjem Auto Union sestavljali osebna in dostavna vitila DKW. Leta 1959 se je podjetje preimenovalo  v Industrijo motornih vozil (IMV). Bil je pobudnik izdelave v IMV skonstruiranega dostavnega vozila (1959), počitniških prikolic (1965), proizvodnje osebnih vozil (1969) in izvažanja počitniških prikolic. IMV je leta 1975 postal največji evropski proizvajalec počitniških prikolic. Zaslužen je za postavitev nove tovarne avtomobilov v Novem mestu. Prejel je Kraigherjevo nagrado (1971) in francosko odlikovanje legije časti, za udeležbo v NOB pa partizansko spomenico 1941.